# (843) Nicolaia
(843) Nicolaia – planetoida z pasa głównego asteroid okrążająca Słońce w ciągu 3 lat i 162 dni w średniej odległości 2,28 au. Została odkryta 30 września 1916 roku w Hamburg-Bergedorf Observatory w Bergedorfie przez Holgera Thiele. Nazwa pochodzi od drugiego imienia Thorvalda Nicolai Thiele, duńskiego astronoma i matematyka, ojca odkrywcy. Przed nadaniem nazwy planetoida nosiła oznaczenie tymczasowe (843) 1916 AN.